# ニャウンウー
ニャウンウー（英: Nyaung-U; ビルマ語: ညောင်ဦး ALA-LC翻字法: Ññoṅʻ Ū"、/ɲàuN ʔú/）は、ミャンマー北部のマンダレー地方域にある町である。
ミャンマーの仏教遺跡として著名なバガン近郊にある町であり、ミャンマー各地と交通網で結ばれた空港や長距離バスのターミナルが存在する。ニューバガンとともに、バガン観光の拠点となる町である。シュエズィーゴン・パゴダは、ニャウンウーに含まれている。
仏教遺跡が集中するオールドバガン地区には、ミャンマー政府の方針により宿泊施設は5軒の中・高級ホテルがあるだけで、ゲストハウスなどの安宿は皆無である。旅行者はオールドバガンの北東にあるニャウンウーか、南にあるニューバガンに滞在することが多い。
ニャウンウーにはゲストハウスなどの宿泊施設や、レストラン、インターネットカフェなどが集中する。また、この地域で最大のマーケットがある。オールドバガンまでは電動自転車、自転車、馬車、タクシー、乗り合いトラックなどで向かうこととなる。
ニャウンウーが登場するビルマ語のことわざに ညောင်ဦးကမ်းပါးပြို၊ စမ္ပာနဂိုရ်က နွားမပေါင်ကျိုး။（ALA-LC: Ññoṅʻ Ū" kamʻ" pā" prui | campānaguirʻ ka nvā" ma poṅʻ kyui" ||）「ニャウンウーの崖が崩れて、チャンパナガラの牝牛の脚が折れる」というものがあるが、これは〈何の脈絡もない〉という意味合いである。